# Florae Corsicae Prodromus
Florae Corsicae Prodromus (abreviado Fl. Cors. Prodr.) es un libro con ilustraciones y descripciones botánicas que fue escrito por el naturalista italiano; Domenico Viviani. Fue publicado en el año 1824 con el nombre de Florae Corsicae specierum novarum vel minus cognitarum diagnosis quam in Florae Italicae fragmenti alterius prodromum.